# Can Riera (Bordils)
Can Riera és una masia de Bordils (Gironès) inclosa a l'Inventari del Patrimoni Arquitectònic de Catalunya.

## Descripció
És una masia de planta rectangular, amb planta baixa, pis i golfes. La coberta és de teula àrab a dues vessants orientades a est i oest. Les parets són de maçoneria amb carreus a les cantonades i les obertures. El mas està estructurat en tres crugies paral·leles i altres ampliacions posteriors. La planta baixa és coberta amb volta de rajola rebaixada.
L'accés a l'interior es produeix per la façana est a través d'una porta de reminiscències medievals amb les impostes que ajuden a salvar la llum, els brancals i la llinda, tots ells de pedra. La façana sud presenta un gran porxo adossat amb arc de mig punt i coberta amb cairats a dues vessants, i un cos més baix, d'una sola planta, amb voltes de pedruscall. També hi ha pintat un rellotge de sol. Al centre de la part superior de la mateixa façana sud, hi ha un badiu recentment restaurat.

## Història
En una llinda d'una porta interior de la crugia central de la planta baixa, s'hi port veure la data de 1640. A la planta pis, en una llinda d'una obertura exterior corresponent a la façana sud hi consta l'any 1728. A la llinda de la porta d'una edificació annexa hi consta el nom de Riera i l'any 1670.